# Bầu cử quốc hội Armenia 2021
Cuộc bầu cử quốc hội bất thường được tổ chức tại Armenia vào ngày 20 tháng 6 năm 2021. Cuộc bầu cử ban đầu được lên lịch vào ngày 9 tháng 12 năm 2023, nhưng buộc phải bầu cử sớm hơn do cuộc khủng hoảng chính trị sau Chiến tranh Nagorno-Karabakh thứ hai và một nỗ lực đảo chính bị cáo buộc vào tháng 2 năm 2021.

## Kết quả
|                              |                                        |           |        |     |     |
| Đảng                         | Đảng                                   | Phiếu bầu | %      | Ghế | +/– |
|                              | Hợp đồng Dân sự                        | 688.761   | 53.95  | 71  | –11 |
|                              | Liên minh Armenia                      | 269.481   | 21.11  | 29  | Mới |
|                              | Tôi Có Liên minh Danh dự               | 66.650    | 5.22   | 7   | Mới |
|                              | Prosperous Armenia                     | 50.444    | 3.95   | 0   | –26 |
|                              | Đảng Hanrapetutyun                     | 38.758    | 3.04   | 0   | 0   |
|                              | Đại hội Quốc gia Armenia               | 19.691    | 1.54   | 0   | 0   |
|                              | Liên minh Dân chủ Shirinyan-Babajanyan | 19.212    | 1.50   | 0   | 0   |
|                              | Cực Dân chủ Quốc gia                   | 18.976    | 1.49   | 0   | Mới |
|                              | Armenia Tươi sáng                      | 15.591    | 1.22   | 0   | –18 |
|                              | Đảng Phong trào Bảo thủ Quốc gia 5165  | 15.549    | 1.22   | 0   | Mới |
|                              | Đảng Tự do                             | 14.936    | 1.17   | 0   | Mới |
|                              | Đảng Quê hương của người Armenia       | 13.130    | 1.03   | 0   | Mới |
|                              | Armenia là Nhà của Chúng tôi           | 12.149    | 0.95   | 0   | Mới |
|                              | Đảng Dân chủ Armenia                   | 5.020     | 0.39   | 0   | 0   |
|                              | Đảng Kitô giáo Quốc gia Thức tỉnh      | 4.619     | 0.36   | 0   | Mới |
|                              | Liên minh Quê hương Tự do              | 4.119     | 0.32   | 0   | Mới |
|                              | Đảng Armenia Có Chủ quyền              | 3.915     | 0.31   | 0   | Mới |
|                              | Đảng Công bằng Armenia                 | 3.914     | 0.31   | 0   | Mới |
|                              | Quyết định của Công dân                | 3.775     | 0.30   | 0   | 0   |
|                              | Đảng châu Âu của Armenia               | 2.440     | 0.19   | 0   | Mới |
|                              | Đảng Tự do                             | 1.844     | 0.14   | 0   | 0   |
|                              | Đảng Trỗi dậy                          | 1.233     | 0.10   | 0   | Mới |
|                              | Đảng Tổ quốc Thống nhất                | 964       | 0.08   | 0   | Mới |
|                              | Đảng Nhà nước Toàn Dân tộc Armenia     | 803       | 0.06   | 0   | Mới |
|                              | Đảng Chương trình nghị sự Quốc gia     | 719       | 0.06   | 0   | Mới |
| Tổng cộng                    | Tổng cộng                              | 1.276.693 | 100.00 | 107 | –25 |
|                              |                                        |           |        |     |     |
| Phiếu bầu hợp lệ             | Phiếu bầu hợp lệ                       | 1.276.693 | 99.63  |     |     |
| Phiếu bầu không hợp lệ/trống | Phiếu bầu không hợp lệ/trống           | 4.682     | 0.37   |     |     |
| Tổng cộng phiếu bầu          | Tổng cộng phiếu bầu                    | 1.281.375 | 100.00 |     |     |
| Cử tri phiếu bầu đã đăng ký  | Cử tri phiếu bầu đã đăng ký            | 2.595.334 | 49.37  |     |     |
| Nguồn: news.am, CEC, Hetq    |                                        |           |        |     |     |